# Heinrich Boller
Heinrich Boller   (Zúric, 6 de setembre de 1921 - Zúric, 30 de juny de 2007) va ser un jugador d'hoquei sobre gel suís que va competir durant les dècades de 1940 i 1950.
El 1948 va prendre part en els Jocs Olímpics de Sankt Moritz, on guanyà la medalla de bronze en la competició d'hoquei sobre gel. En el seu palmarès també destaquen dues medalles de bronze al Campionat del Món d'hoquei gel, el 1950 i 1951. A nivell de clubs jugà al Zürcher SC, de 1940 a 1949, i al GCK Lions, de 1950 a 1959. El 1949 guanyà la lliga suïssa i el 1944 i 1945 la Copa Spengler. Entre 1953 i 1959 fou entrenador de la selecció suïssa.